# Championnats du monde de patinage de vitesse sur piste courte 2006
Les Championnats du monde de patinage de vitesse sur piste courte 2006 se tiennent du 29 au 31 mars à Minneapolis en États-Unis.

## Résultats

### Hommes
| Épreuves                     | Or                                                                                 | Argent                                    | Bronze                                                                  |
| ---------------------------- | ---------------------------------------------------------------------------------- | ----------------------------------------- | ----------------------------------------------------------------------- |
| 29 mars : 1500 mètres        | Ahn Hyun-soo                                                                       | Lee Ho-suk                                | Oh Se-jong                                                              |
| 30 mars : 500 mètres         | François-Louis Tremblay                                                            | Li Haonan                                 | Lee Ho-suk                                                              |
| 31 mars : 1000 mètres        | Ahn Hyun-soo                                                                       | Lee Ho-suk                                | Charles Hamelin                                                         |
| 19 mars : 3000 mètres        | Charles Hamelin                                                                    | François-Louis Tremblay                   | Oh Se-jong                                                              |
| 31 mars : 5000 mètres relais | Canada François-Louis Tremblay Charles Hamelin Mathieu Turcotte Jonathan Guilmette | Chine Li Ye Li Haonan Sui Baoku Cui Liang | États-Unis Alex Izykowski Anthony Lobello John Paul Kepka Jordan Malone |

### Femmes
| Épreuves                     | Or                                               | Argent                                                          | Bronze                                                    |
| ---------------------------- | ------------------------------------------------ | --------------------------------------------------------------- | --------------------------------------------------------- |
| 29 mars : 1500 mètres        | Jin Sun-yu                                       | Wang Meng                                                       | Choi Eun-kyung                                            |
| 30 mars : 500 mètres         | Wang Meng                                        | Fu Tianyu                                                       | Kalyna Roberge                                            |
| 31 mars : 1000 mètres        | Jin Sun-yu                                       | Wang Meng                                                       | Kalyna Roberge                                            |
| 31 mars : 3000 mètres        | Jin Sun-yu                                       | Wang Meng                                                       | Allison Baver                                             |
| 31 mars : 3000 mètres relais | Chine Wang Meng Fu Tianyu Cheng Xiaolei Zhu Mile | Canada Kalyna Roberge Amanda Overland Tania Vicent Alanna Kraus | Italie Arianna Fontana Katia Zini Mara Zini Marta Capurso |

## Tableau des médailles
| Rang | Nation       | Or | Argent | Bronze | Total |
| ---- | ------------ | -- | ------ | ------ | ----- |
| 1    | Corée du Sud | 5  | 2      | 4      | 11    |
| 2    | Canada       | 3  | 2      | 3      | 8     |
| 3    | Chine        | 2  | 6      | 0      | 8     |
| 4    | États-Unis   | 0  | 0      | 2      | 2     |
| 5    | Italie       | 0  | 0      | 1      | 2     |